# Vernonia curtisii
Vernonia curtisii là một loài thực vật có hoa trong họ Cúc. Loài này được Craib & Hutch. miêu tả khoa học đầu tiên năm 1910.